# Carl Schwenn
Carl Joseph Schwenn, (født 7. januar 1888 i Aarhus, død 3. april 1973 i København), var en dansk maler.
Han var søn af overretssagfører Rudolf Peter Heinrich Schwenn og Ida Pouline Dorph Pedtersen og fra 1915 gift med Tabita Nielsen. Schwenn gik på Gustav Vermehrens tegneskole og studerede ved Det Kongelige Danske Kunstakademi i København 1908–1912 og under rejser til Frankrig og Italien. Han udstillede på Kunstnernes Efterårsudstilling 1912–1916 og Charlottenborg 1916–1950 og i et antal separatudstillinger i København. Under en række sommerophold i Sverige malede han et antal motiver. Ved siden af sit eget kunstneriske virke var han docent ved kunstakademiets perspektivskole i København. Hans kunst er primært impressionistisk landskabsmaleri.
Carl Schwenn og hustruen er begravet på Tibirke Kirkegård.

## Trykte kilder
- Svenskt konstnärslexikon del V side 96, Allhems Förlag, Malmö. Libris 8390296

## Eksterne links
- Carl Schwenn på Kunstindeks Danmark/Weilbachs Kunstnerleksikon
- Carl Schwenn på gravsted.dk